# دنيس كومو
دنيس كومو (بالإنجليزية: Dennis Comeau)‏ هو مصمم أزياء أمريكي، ولد في 1960.